# Orlície bornejská
Orlície bornejská (Orlitia borneensis), též nazývaná želva bornejská, je kriticky ohrožený druh sladkovodní želvy, který zároveň patří mezi největší. Ve volné přírodě se vyskytuje v jihovýchodní Asii, konkrétně na Malajském poloostrově a v indonéských ostrovech Sumatra a Borneo.
Jde o jeden z největších druhů sladkovodních želv, neboť dosahuje délky krunýře až 80 cm a váhy zpravidla do 50 kg. Klade 5–15 vajec, která jsou inkubována po dobu minimálně 100 dní. Živí se rostlinami, plody a někdy také drobnými bezobratlými živočichy žijícími ve vodě. Orlície se dožívá až 60 let.

## Ohrožení
Orlície ohrožuje zejména jejich lov na maso, případně na vejce, podobně jako u dalších želvích druhů. Svou roli ale hraje také destrukce a znečištění původního prostředí jejich výskytu. 

## Chov v zoo
Tento druh želvy je v Evropě chován v přibližně třiceti zoo. V rámci Česka se konci roku 2017 jednalo o čtyři zařízení:
- Zoo Brno
- Zoo Dvůr Králové
- Zoo Jihlava
- Zoo Praha

### Chov v Zoo Praha
První orlície přišly do Prahy v roce 2002. Jednalo se o zvířata z obrovské zabavené zásilky, která byla zabavena v Hongkongu, ještě než se stačila dostat na čínský trh. Do Zoo Praha původně putovalo 27 jedinců, všichni ve špatném zdravotním stavu. Podařilo se zachránit všechna zvířata, a to až na jednu výjimku. Tyto želvy se staly základem chovů v evropských zoo. Přímo v Zoo Praha byla ponechána tříčlenná skupina dvou samců a jedné samice.
V roce 2007 se podařilo odchovat tři mláďata, která byla první v Česku. To úplně první se vylíhlo 25. 6. 2007. O rok později se narodilo další mládě. Snahou však není jen zvířata množit, ale zjišťovat základní informace o tomto donedávna nepříliš prozkoumaném druhu želvy. Na konci roku 2017 žily v Zoo Praha dvě orlície bornejské. V průběhu roku 2018 byli dovezeni další tři jedinci, a tak na konci roku 2018 bylo chováno pět příslušníků tohoto druhu.
Zoo Praha vede Evropskou plemennou knihu (ESB) pro tento druh.